# 非洲文學
非洲文學是以亞非語系或非洲語系，源自於非洲的文學作品，但一般是指撒哈拉以南非洲地區的文學，北非文學通常歸類於阿拉伯文學中。非洲文學中也包括口頭文學  （oral literature，乌干达語言學家皮奥·齐里姆稱為是orature）。
非洲受到列強的殖民，對非洲人民的影響很大。一般分析非洲文學也會分為殖民時期前的文學、殖民時期的文學、後殖民文學等。非洲文學也可按地區（西非、南部非洲和東非）或按語言（主要是前殖民地語言：英語、法語和葡萄牙語、斯瓦希里語、西班牙語）劃分。
諾貝爾文學獎得主中，有四位來自非洲，包括埃及的納吉布·馬哈福茲（1988年獲獎）、南非的納丁·戈迪默（1991年獲獎）、約翰·馬克斯維爾·庫切（2003年獲獎）和坦桑尼亚的阿卜杜勒-拉扎克·古尔纳（2021年獲獎）。尼日利亚作家奇努阿·阿切贝所著的《瓦解》（Things Fall Apart）是非洲文学中相關被广泛阅读的作品。
非洲文學有許多的成分來自口頭文學，由於許多非洲語言缺乏文字，因此文學以神話、英雄故事和歌曲的形式由吟遊詩人口頭傳播，以敘事詩的型態歌唱，在西非，這種職業被稱作Griots（有時譯作葛利歐特）。口頭文學在非洲大陸的許多地方仍然存在，這些口頭傳統存在於許多語言中，包括富拉語、斯瓦希里語、豪薩語和沃洛夫語等語言。

## 文獻
- Ogbaa, Kalu (1999). Understanding Things Fall Apart. Westport, Connecticut: Greenwood Press. ISBN 978-0-313-30294-7.

## 外部連結
- Things We Inherited: Voices from Africa （页面存档备份，存于） Cordite Poetry Review
- New African Literature resource （页面存档备份，存于）
- The Africa_(Bookshelf) at Project Gutenberg （页面存档备份，存于）
- African Literature Association （页面存档备份，存于）
- African Literature Reviews （页面存档备份，存于）
- . AfricaBib.org.   [2021-05-23]. （原始内容存档于2019-10-16）. (Bibliography)